# 索利亞尼基
51°13′0″N 34°22′53″E / 51.21667°N 34.38139°E
索利亞尼基（烏克蘭語：Соляники）是位於烏克蘭東北部的村莊，由蘇梅州蘇梅區的比洛皮利亞市鎮負責管轄。該村距離新伊万尼夫卡0.5公里，海拔高度184米，2001年人口92。2025年撤离人口。